# Großwald Brauerei Bauer
Die 1860 gegründete Grosswald Brauerei Bauer ist eine Brauerei im Heusweiler Ortsteil Eiweiler.
Die Brauerei befindet sich seit ihrer Gründung im Familienbesitz. Geschäftsführer Alexander Kleber leitet das Unternehmen heute in 5. Generation, mit seinen Söhnen Christian und Florian steht die 6. Generation bereit. 2010 wurden mit 30 Mitarbeitern rund 40.000 Hektoliter Bier gebraut. Die Produktpalette umfasst verschiedene Sorten wie das Hofgut Pils, Zwickel, Weißbier, Landbier, Export und Festtrunk. Des Weiteren wird das Biermischgetränk G-Mix sowie ein Radler produziert. Die Biere werden vor allem im Saarland vertrieben. Neben Bier wird in der Brauerei auch das Köllertaler Mineralwasser abgefüllt.
Die Brauerei ist Mitglied im Brauring, einer Kooperationsgesellschaft privater Brauereien aus Deutschland, Österreich und der Schweiz.